# 지방도 제338호선
지방도 제338호선은 경기도 성남시 하대원동에서 광주시 퇴촌면 관음리 관음사거리를 종점으로 하는 경기도의 지방도이다. 현재 폐지된 구 지방도 제389호선 구간을 따르는 것이 특징이나, 성남에서 광주로 넘어가는 고갯길 중 하나인 이배재를 지나간다.

## 연혁
- 2005년 3월 28일 : 기존 지방도 제338호선인 '남양 ~ 기흥선'을 폐지[1]
- 2005년 3월 28일 : 지방도 제338호선을 새로 지정[2]

## 경유지
- 성남시
  - 중원구 여수사거리 북단 - 하대원파출소앞 사거리 - 영성중학교 - 갈현교 - (독점마을) - 갈현 교차로 - 이배재고개입구 교차로 - 성남시환경에너지시설 - 이배재

- 광주시
  - 탄벌동 이배재 - 목현동 - 풍년교 - 탄벌동행정복지센터 - 탄벌동 - 벌원 교차로 - 광주시보건소앞 - 탄벌교
  - 송정동 파발교상단 - 송정교북단 교차로 - (송정펌프장)
  - 초월읍 지월리 - 지월교 - 신월2교 - 무갑교 - 무갑리
  - 퇴촌면 원당리 - 정지리 - 관음리 - 관음사거리

## 중복 구간
- 광주시 초월읍 무갑교 남단 ~ 정지리 : 지방도 제325호선과 중복

## 도로명
- 성남시 중원구 여수사거리 북단 ~ (독점마을) : 마지로
- 성남시 중원구 (독점마을) ~ 갈현 교차로 : 경충대로
- 성남시 중원구 갈현 교차로 ~ 이배재고개입구 교차로 : 순환로
- 성남시 중원구 이배재고개입구 교차로 ~ 성남시환경에너지시설 : 둔촌대로
- 성남시 중원구 성남시환경에너지시설 ~ 광주시 탄벌동 벌원 교차로 : 이배재로
- 광주시 탄벌동 벌원 교차로 ~ 광주시보건소앞 : 파발로
- 광주시 탄벌동 탄벌교 : 송정로
- 광주시 탄벌동 탄벌교 북단 ~ 송정동 송정교북단 교차로 : 통미로
- 광주시 송정동 송정교북단 교차로 ~ 초월읍 무갑교 남단 : 경안천로
- 광주시 초월읍 무갑교 남단 ~ 퇴촌면 정지리 : 산수로
- 광주시 퇴촌면 정지리 ~ 관음사거리 : 정영로